# Multilatéralisme
Le multilatéralisme est un concept utilisé dans le champ des relations internationales. Il se définit comme un mode d'organisation des relations inter-étatiques. Il se traduit par la coopération de trois États au moins dans le but d'instaurer des règles communes. Il a essentiellement la forme institutionnalisée de ces relations (au sein des organisations internationales).

## Un concept historique

### Racines intellectuelles
Les relations internationales sont communément décrites comme un domaine anarchique, dans le sens où il n'existe pas de gouvernement mondial, de pouvoir central, d'instance de contrôle supérieure aux États : il s'agirait d'un état de nature, antérieur à la signature du Pacte Social. Tel que décrit par Thomas Hobbes, l'état de nature est un monde où chacun dispose du droit absolu de recourir à la force pour se faire justice. Mais cet état de nature a plus valeur d'idéal-type que de réalité. En effet, au sein de l'anarchie internationale ont pu apparaître, là où les États se reconnaissaient des intérêts communs, des stratégies coopératives, qui ont permis de réduire les effets pervers de l'anarchie et de limiter le recours à la guerre.
La création d'un ordre mondial où la guerre n'aurait plus sa raison d'être a été une des préoccupations des penseurs du Siècle des Lumières. Ceux-ci ont opposé à cette vision sombre de la condition humaine un idéalisme dans lequel la paix pouvait exister de façon positive, par la création d'institutions adéquates. Contre un réalisme politique amoral, postulant une « nature humaine » mauvaise et condamnée à le rester, l'idéalisme des Lumières propose des idées aux accents universels qui seraient capables de changer les hommes pour améliorer leur condition. Michael Howard a souligné que la paix imaginée par les intellectuels des Lumières a été une idée commune à de nombreux penseurs au cours de l'histoire, mais c'est seulement depuis deux siècles qu'elle est considérée comme un objectif possible, voire désirable, par les leaders politiques. Le multilatéralisme hérite donc de la tradition des Lumières, en ce qu'il postule que les rapports inter-étatiques peuvent aussi être régis par la rationalité: la paix perpétuelle imaginée par Kant (1795) sera rendue possible par l'établissement d'un Pacte Social entre les États. Il faut substituer à l'anarchie et aux rapports de puissance un ordre régi par le Droit (les droits et obligations des États). L'ordre ne surgit pas de lui-même, mais doit être construit, institué contre la nature : les États pourront se servir du multilatéralisme pour mettre en place des institutions capables d’instaurer un ordre favorable à des relations paciﬁques.
Le multilatéralisme puise également dans l'idéalisme wilsonien : Woodrow Wilson est à l'origine du projet de Société des Nations, dont la ratification sera refusée par le Congrès des États-Unis, de même l'Organisation des Nations unies a été créée largement grâce à l'initiative américaine. Du reste on ne peut pas comprendre le multilatéralisme sans comprendre l'action américaine : dans un système international unipolaire, ceux-ci sont en grande partie responsables des réussites ou des échecs de la coopération multilatérale, par leur statut de superpuissance.
Les institutions internationales, bien que n'existant que par la volonté des États (et étant par là même limitées dans leur efficacité), affectent leurs comportements. La reconnaissance de règles communes, l'institutionnalisation croissante des relations internationales contribue à « mitiger » l'anarchie du système international, et à rendre le recours à la force moins automatique. Les guerres qui ont eu lieu en Europe au XXe siècle ont incité les hommes à mettre en place des institutions internationales capables d'atteindre cet objectif : la paix durable passait par l'institutionnalisation. La Charte de l'ONU annonce dans son Préambule qu'il faut éviter aux générations futures le fléau de la guerre. Cependant ces idées altruistes se heurtent à une réalité insurmontable : la souveraineté des États, qui empêche que ceux-ci puissent être contraints à quoi que ce soit qu'ils n'aient pas accepté préalablement.

### LeXXesiècleet l'essor du multilatéralisme
L'existence du multilatéralisme n'est pas nouvelle : « on la retrouve dès la période classique lors de la négociation des grands traités internationaux qui vont fonder les ordres européens successifs, de la paix de Westphalie (1648) au Congrès de Vienne (1814) ». C'est en premier lieu l'intensification des relations commerciales et l'interdépendance entre les États qui a amené ceux-ci à mettre en place des institutions favorisant la coopération : Union du Télégraphe international (1865), Union Postale Universelle (1874). Ce système, limité au XIXe siècle aux États européens, visait à introduire dans les relations inter-étatiques une stabilité et une prévisibilité suffisante pour que se développe la prospérité commune.
C'est au XXe siècle qu'on assiste au véritable « essor du multilatéralisme ».
Le multilatéralisme économique a rapidement été complété par un multilatéralisme politique, alors que les questions de sécurité étaient envisagées comme pouvant être traitées dans un cadre collectif et durable. C'est à partir de la création de la Société des Nations (SDN) en 1919 et de l'Organisation Internationale du Travail (OIT) que le multilatéralisme est devenu une forme incontournable de la coopération internationale. Mais c'est surtout la mise en place du système onusien qui est significative de cette évolution : ce système conjugue multilatéralisme politique et multilatéralisme économique dans un réseau institutionnel complexe. Le multilatéralisme onusien est marqué par la tradition universaliste, idéaliste, libérale et démocratique : il s'agit d'établir un cadre qui (1) favorise le développement du commerce et la prospérité des peuples, dans le but de diffuser les valeurs démocratiques et libérales considérées comme universelles et qui (2) facilite la négociation politique, partant du principe que l'échange d'informations, la multiplication des occasions de rencontres formelles ou informelles entre les gouvernements, la concertation et la recherche de solutions négociées collectivement permettrait de régler les différends de manière pacifique (même si la Charte ne va pas jusqu'à bannir le recours à la force).
C'est le système monétaire et financier imaginé à Bretton Woods, et le General Agreement on Trade and Tariffs (GATT), qui ont introduit le terme même de multilatéralisme dans le vocabulaire américain : jusqu'alors on parlait d'« action concertée » ou d'« action collective ». La dynamique du système du GATT reposait sur le mécanisme de la « clause de la nation la plus favorisée »: les avantages concédés par un État à un autre de manière bilatérale se voient étendus à tous les autres partenaires (le but étant d'accélérer la libéralisation du commerce).
Le multilatéralisme que nous connaissons aujourd'hui est avant tout américain : il a été conçu par les États-Unis, dès l'origine, comme un mécanisme au service de sa politique étrangère. Il s'inscrit au départ dans une vision wilsonienne de la politique internationale: « quête d'un ordre international moral, conviction quasi messianique qu'il est possible de bâtir une société ou civilisation des États, confiance dans le droit et les institutions ».

## Un terme polysémique
Selon que l'on envisage le multilatéralisme dans une perspective positive ou normative, des divergences profondes surgiront dans l'interprétation de ce phénomène.
Dans le premier cas, le multilatéralisme sera simplement considéré comme une technique institutionnelle visant à instaurer une régulation dans les relations entre États. Cette approche se base sur les postulats réalistes : dans un système international anarchique, c'est-à-dire dépourvu d'autorité supérieure aux États, ceux-ci ne sont pas forcés de coopérer. Ils le feront néanmoins lorsqu'un calcul rationnel montrera que c'est leur intérêt. Des représentants gouvernementaux ont ainsi évoqué le concept de « multilatéralisme effectif ». Cette expression évoque la notion d'efficacité mais signifie implicitement que le multilatéralisme ne sera employé que s'il est compatible avec l'intérêt national (américain en l'espèce).
Il est possible, dans une perspective plus normative, de voir le multilatéralisme comme un projet politique visant à encourager la coopération et à accroître l'interdépendance entre les États. Le multilatéralisme a été investi de vertus positives et est présenté aujourd’hui comme une méthode privilégiée pour la conduite des affaires internationales.

## Le multilatéralisme en pratique

### Le multilatéralisme et le système des États
Le multilatéralisme est situé au point d'intersection de deux tendances, il est un révélateur de la tension existant entre système interétatique et société internationale. Tantôt projet idéaliste de pacification des relations internationales par la coopération, tantôt outil de négociation susceptible d'être instrumentalisé, le multilatéralisme ne se laisse pas facilement cerner.
Tout d'abord, et ceci est fondamental, le multilatéralisme est par nature lié à un système de relations inter-étatiques. Cela signifie que le multilatéralisme n'est pas un synonyme de gouvernance globale : cette idée implique une régulation supra-étatique ou transnationale.
Ensuite, il faut éviter de placer dans le multilatéralisme des espoirs de démocratie mondiale. L'argument le plus évident est que les Nations unies, si elles sont l'incarnation la plus évidente du multilatéralisme, n'accueillent pas en leur sein que des États ayant un régime politique démocratique. Comment imaginer une démocratie mondiale si tous les États ne sont pas eux-mêmes démocratiques? Il serait même plus logique de soutenir que le multilatéralisme est complètement contraire, en pratique, à l'idée de démocratie, comme ces quelques exemples le montrent :
- Le multilatéralisme n'instaure pas l'égalité, pas plus qu'il ne réduit l'inégalité entre les États, et ce n'est pas sa vocation. Il ne vise pas à nier la puissance inégale des États, comme le montre le Traité de non-prolifération nucléaire (TNP), qui instaure deux standards : un pour les puissances faisant déjà partie du club nucléaire, qui sont autorisées à conserver leur arsenal, et un autre pour les États non possesseurs, qui acceptent de renoncer à l'armement nucléaire et de se soumettre aux inspections de l'Agence internationale de l'énergie atomique (AIEA) ;
- L'émergence des régimes multilatéraux est rendue possible par la présence d'une puissance dominante. Le multilatéralisme permet de légitimer cette domination, et de l'entériner par l'adoption de règles juridiques (Pacte de Varsovie). Le multilatéralisme vise à la conservation du statu quo, alors que les institutions démocratiques doivent se caractériser par leur souplesse et leur adaptabilité ;
- Le multilatéralisme peut être profondément anti-démocratique, comme le montrent les règles de vote au FMI, ou encore les principes directeurs de son action, qui sont l'expression de l'orthodoxie monétaire et financière du « consensus de Washington » ;
- Le fait de voir dans le multilatéralisme la consécration des valeurs démocratiques de dialogue entre les États est peu crédible si l'on retient une perspective réaliste : dans cette optique la coopération multilatérale émerge du fait d'une convergence des intérêts entre acteurs égoïstes évoluant dans un milieu anarchique[8].

### Arguments en faveur du multilatéralisme
Edmund Burke affirmait : « Ne peuvent agir avec fruit ceux qui n'agissent pas de concert ; ne peuvent agir de concert ceux qui n'agissent pas en confiance ; ne peuvent agir en confiance ceux qui ne sont pas liés par des opinions communes, des affections communes et des intérêts communs ». Cette citation décrit bien l'ambivalence du multilatéralisme : d'un côté, l'action concertée améliore indéniablement l'efficacité politique, par exemple dans le domaine de la santé publique internationale (circulation de l'information en cas d'épidémie) ; de l'autre, la coopération est facilitée par la présence de références communes ou de soucis communs (protéger l'environnement, mais aussi se coaliser au sein d'une alliance pour se prémunir contre un ennemi commun).
Mais surtout, il y a ici l'idée que la coopération rendra l'action plus efficace. Par exemple, les problèmes environnementaux peuvent dépasser le cadre des frontières étatiques. Dans ce cas une coopération entre États peut s'avérer plus bénéfique pour tous les acteurs concernés que si ceux-ci agissaient seuls.
G. John Ikenberry (politiste américain) est l'un des auteurs les plus engagés en faveur du multilatéralisme. Pour lui, la complexification des relations internationales contemporaines rend le renforcement du multilatéralisme inévitable. Cet argument est difficilement contestable: dans un monde globalisé, où l'interdépendance est élevée et toujours croissante, aucun État, si puissant qu'il fût, ne peut espérer résoudre seul tous les défis auquel il est confronté. Il ne s'agit pas seulement des menaces à la paix et à la sécurité internationale, mais aussi des problèmes environnementaux, de pauvreté, d'accès aux ressources, qui, s'ils restent sans solution, ne peuvent qu'aggraver l'instabilité. Pourtant, cet argument se heurte à la réalité : au sein d'un système inter-étatique anarchique, la bonne volonté ne suffit pas pour régler tous les problèmes.

### Les limites du multilatéralisme
Les limites du multilatéralisme sont mises en évidence par la théorie réaliste : selon cette perspective, les institutions internationales sont soumises aux États, parce qu'elles n'existent que par la volonté de ceux-ci.
Dans cette optique le multilatéralisme n'occulte pas les relations de puissance, qui restent à la base de la politique internationale. Au contraire, il permet de les entériner, légitimant la domination des grandes puissances, qui sont par ailleurs responsables de l'émergence des modes multilatéraux de coopération et assurent leur stabilité (voir la théorie des régimes internationaux). Ainsi le multilatéralisme contribue à justifier l'action des grandes puissances (au sein du Conseil de Sécurité) en donnant aux petites et moyennes puissances l'illusion de la légitimité : le pouvoir de décision reste celui du Conseil, donc d'un directoire des grands qui ne poursuivent pas par nature le bien commun mais agissent d'abord pour poursuivre leurs objectifs nationaux. Si le multilatéralisme montre son efficacité dans le domaine du commerce international (dont il est issu), il semble donc condamné à la subsidiarité en matière de sécurité.
Les différences de puissance expliquent l'attitude variable des États face au multilatéralisme : la superpuissance s'en méfie et ne veut pas être liée par des règles trop contraignantes qui risqueraient d'entrer en contradiction avec ses objectifs nationaux ; des moyennes puissances comme la France ou le Canada bénéficient du multilatéralisme car il impose un cadre contraignant et permet d'augmenter la stabilité et la prévisibilité des relations internationales, et c'est aussi un moyen de faire entendre leur voix et de pouvoir peser dans les négociations. Il s'agit, selon la conception actuelle de la politique étrangère de la France, d'un mécanisme de « persuasion du faible au fort », incitant à la création de coalitions susceptibles de s'émanciper des États-Unis, en appuyant la formation d'un monde multipolaire pour mettre fin à l'unipolarité du système actuel. Mais ceci est également possible parce que le fort accepte unilatéralement de limiter sa suprématie.
Une approche pragmatique du multilatéralisme, liant les perspectives normative et positive, paraît la plus pertinente: certes, les intérêts nationaux gouvernent la politique étrangère des États, mais ceux-ci mènent cette politique suivant certaines valeurs (comme s'est attaché à le montrer Raymond Aron dans Paix et Guerre entre les nations). Le multilatéralisme est donc, à l'intersection de la coopération et de l'anarchie internationale, un mécanisme imparfait de régulation des relations interétatiques.